# Чарівник (фільм)
«Чарівник» — кінофільм режисера Андреса Пуустусмаа, що вийшов на екрани в 2008 році.

## Зміст
Купцов — простий рядовий солдат. Його цінують за вміння полагодити і змайструвати все, що завгодно, як і за те, що він дуже рідко відмовляє у проханнях. Герой закохується в Анну, офіцера-секретчика з їх частини. З часом вона починає відповідати йому взаємністю, але на їх шляху стоїть безліч залицяльників жінки, які займають в армійській структурі пости вищі, ніж у простого бійця.

## Ролі
| Актор               | Роль |
| ------------------- | ---- |
| Іван Ургант         | -    |
| Микола Фоменко      | -    |
| Олександра Куликова | -    |
| Ігор Черневич       | -    |
| Артем Алексєєв      | -    |
| Стас Бєлозьоров     | -    |
| Іван Мартинов       | -    |
| Кирило Кяро         | -    |
| Андрій Федорцов     | -    |
| Христина Кузьміна   | -    |

## Знімальна група
- Режисер — Андрес Пуустусмаа
- Сценарист — Олексій Сашин
- Продюсер — Сергій Мелькумов, Дмитро Месхієв
- Композитор — Олексій Горшеньов